# Акуличская волость
Аку́личская (Акулицкая) волость — административно-территориальная единица в составе Брянского (с 1921 — Бежицкого) уезда.
Административный центр — село Акуличи.

## История
Волость образована в ходе реформы 1861 года. Располагалась на западе уезда, у границы со Смоленской губернией. Являлась одной из крупнейших волостей уезда по площади; 86% её территории занимали леса.
26 мая 1895 года из Акулицкой волости была выделена новая Лутенская волость.
В ходе укрупнения волостей, в мае 1924 года Акуличская волость была упразднена, а её территория включена в состав Людинковской волости.
Ныне почти вся территория бывшей Акуличской волости входит в Клетнянский район Брянской области; небольшая часть с бывшей деревней Вязовка относится к Почепскому району.

## Административное деление
В 1920 году в состав Акуличской волости входили следующие сельсоветы: Акуличский, Аленский, Андреевский, Бабинский, Болотнянский, Быстрянский, Вязовский, Гнилицкий, Коршевский, Мужиновский, Недельский, Опоротский, Соловьяновский, Строительнослободской, Тельчанский, Шавичский.